# Druk - 12 billeder af et misbrug
Druk - 12 billeder af et misbrug er en dansk dokumentarfilm fra 1983, der er instrueret af Ib Makwarth.

## Handling
Dokumentarfilm der holder forskellige stadier af alkoholisme op som skræmmebillede.